# 一関ハリストス正教会
一関ハリストス正教会（いちのせきハリストスせいきょうかい）は、岩手県一関市にあるキリスト教（日本正教会）の教会である。

## 歴史
1872年（明治5年）10月、伝教者・影田孫一郎が山目村の親戚、影田四郎右衛門宅で正教会の講義をしたのが始まりで、以後山目教会となり1877年には会堂が建てられた。一関村においても1874年には伝教者パウエル津田が影田四郎右衛門宅で一関村の人々に正教を講じ、1878年民家を仮会堂にして布教した。両教会は1899年1月に合併し磐井正教会が発足し、5月には中里、棚瀬両教会も合併した。1902年8月30日に新聖堂（顕栄聖堂）が山目村に建立された。和洋折衷様式の木造2階建で当時としては珍しくテラス風の廊下等があり洋風が取り入れられていた。一階は司祭室、集会所で二階は聖堂であったが、1985年（昭和60年）に一関市の都市計画事業のために取り壊された。ただし、いつでも復元できるように市教育委員会に詳細な記録が保存されている。磐井正教会は、その後1952年に「一関ハリストス正教会」として改称し、現在に至っている。その後現在地にフィンランドから輸入されたログハウスの聖堂と教職舎が1990年（平成2年）に昇天聖堂として完成した。

## 所蔵作品
山下りんが製作したイコンが多数収蔵されている。
- 救主ハリストス（半身像）、受胎告知のガウリイル、四福音記者、受胎告知、生神女進堂祭、降誕祭、神現祭、聖枝祭、聖神降臨祭、十字架挙栄祭、至聖三位一体聖像、ゲフシマニヤ（大・小）、最後の晩餐、受胎告知のマリア、降誕祭、生神女誕生祭、生神女福音祭、迎接祭、顕栄祭、昇天祭、生神女就寝祭、洗礼祭、モイセイ聖像、救主ハリストス（笏と球を持つ）

## 現地情報

### 所在地
- 岩手県一関市萩荘箱清水56-1

### アクセス
- 東北本線、東北新幹線一関駅から徒歩22分
- 東北自動車道一関インターチェンジから車9分

### 周辺施設
- 酒の民俗文化博物館 – 登録有形文化財
- 日本基督教団一関教会
- 願成寺 (一関市)
- 祥雲寺 (一関市)